# José Gaspar Rodríguez de Francia
José Gaspar Rodríguez de Francia y Velasco (Asunción, 6 gennaio 1766 – Asunción, 20 settembre 1840) è stato un avvocato e politico paraguaiano.
Fu console, poi dittatore del Paraguay dal 1813 alla morte.

## La lotta e l'indipendenza e il Primo Consolato
Abbandonata la carriera ecclesiastica, dopo esser stato interdetto dall'insegnamento per le sue idee ispirate al pensiero sociale di Rousseau, Francia esercitò l'avvocatura e ricoprì diverse cariche nell'amministrazione coloniale di Asunción (1808-1809). Fin dall'assemblea del 1810 sostenne l'autonomia del Paraguay dal Río de la Plata, proponendo una confederazione con l'Argentina in alternativa all'annessione. Firmò (1811) la dichiarazione d'indipendenza, fu membro della Giunta Superiore Governativa (1811-1813), e quindi console della Repubblica assieme al capitano Fulgencio Yegros (1813-1814).

## La dittatura
Sbarazzatosi di Yegros, Francia ottiene di farsi eleggere dal Congresso Nazionale dittatore per cinque anni (3 ottobre 1814), poi dittatore perpetuo (1816), e rimane fino alla morte arbitro assoluto e dispotico del Paraguay.
Soprannominato El doctor Francia e El Supremo, organizzò l'amministrazione pubblica, riformò le finanze statali e creò un forte esercito, consolidando l'indipendenza del Paese. Proibì qualsiasi contatto con l'estero per proteggere la Nazione dall'infiltrazione delle idee liberali, evitando le lotte postcoloniali che nel frattempo laceravano tutte le altre ex colonie spagnole. Per evitare che si formasse un ceto culturalmente indipendente, abolì l'istruzione secondaria ma diffuse quella primaria, tanto da guadagnare notevoli successi contro l'analfabetismo.
In campo economico, si propose di livellare le differenze esteriori tra le classi sociali proibendo le ostentazioni di ricchezza,  attuando misure autarchiche per rendere autosufficiente il Paraguay, potenziando il settore agricolo con l'introduzione di ulteriori colture e organizzando aziende agricole statali.
Persona dai costumi semplici, non ebbe favoriti né trasse vantaggi economici personali dalla propria carica: anche per questo fu ammirato da Thomas Carlyle. Non designò alcun successore.

## Nella cultura di massa
Il romanzo storico Yo el Supremo dell'autore paraguaiano Augusto Roa Bastos, pubblicato nel 1974, è incentrato sulla figura di José Gaspar Rodríguez de Francia. L'opera si inserisce nel filone della letteratura latinoamericana conosciuto come novela del dictador ed è parte del cosiddetto Boom latinoamericano degli Anni Sessanta e Settanta.